# ハヌショヴィツェ - スタレー・ムニェスト・ポド・スニェジニーケム線
ハヌショヴィツェ～スタレー・ムニェスト・ポド・スニェジニーケム線（チェコ語: Železniční trať Hanušovice – Staré Město pod Sněžníkem）は、チェコ国鉄の鉄道線の名称である。路線番号は294。
1905年、帝立王立国有鉄道によって開業した。

## 運行形態
全て各駅停車で、1～2時間に1本の運行。全て線内のみの運行。一部、ハヌショヴィツェ停留所を通過する列車がある。
2015年以前は、一日1本のみ、スタレー・ムニェスト発ボフヂーコフ行が運行され、292号線に直通していた。2021年以前は全列車各駅停車であった。

## 駅一覧
以下では、チェコ国鉄294号線の駅と営業キロ、停車列車、接続路線などを一覧表で示す。
- 種別
  - Os：普通
- 停車駅
  - ■印：全列車停車
  - ●印：大部分停車、一部通過
  - ○印：一部停車、大部分通過
  - ｜印：全列車通過

| 路線名 | 駅名                                           | 駅間営業キロ | 累計営業キロ | Os | 接続路線                                                          | 所在地       | 所在地         |
| ------ | ---------------------------------------------- | ------------ | ------------ | -- | ----------------------------------------------------------------- | ------------ | -------------- |
| 294    | ハヌショヴィツェ駅                             | -            | 0.0          | ■  | 024号線（ウースチー方面） 292号線（イェセニーク方面、ブルノ方面） | オロモウツ州 | シュンペルク郡 |
| 294    | ハヌショヴィツェ停留所                         | 2.1          | 2.1          | ●  |                                                                   | オロモウツ州 | シュンペルク郡 |
| 294    | ヴィソケー・ジブルジドヴィツェ駅               | 3.5          | 5.6          | ■  |                                                                   | オロモウツ州 | シュンペルク郡 |
| 294    | フラスチツェ駅                                 | 3.4          | 9.0          | ■  |                                                                   | オロモウツ州 | シュンペルク郡 |
| 294    | スタレー・ムニェスト・ポド・スニェジニーケム駅 | 2.2          | 11.2         | ■  |                                                                   | オロモウツ州 | シュンペルク郡 |